# Rudolfsheim-Fünfhaus
Rudolfsheim-Fünfhaus ist der 15. Wiener Gemeindebezirk und liegt westlich des Stadtzentrums. Obwohl er wegen seiner Lage außerhalb des Gürtels als Außenbezirk Wiens gilt, ähnelt er in vielem den Innenbezirken: geringe Fläche, hohe Bevölkerungsdichte, Altstadtnähe und – ungleich den anderen Außenbezirken – ein fehlender Anteil am Wiener Grüngürtel. Durch die Trassenführung der Westbahn bedingt, ist der Fünfzehnte von einer starken Nord-Süd-Differenzierung geprägt. Während sich die bis ins Mittelalter zurückreichenden Ortskerne der einstigen Vororteagglomeration um Fünfhaus und Rudolfsheim im Südteil befinden, wurde der Nordteil (Schmelz), in dem heute etwas mehr als die Hälfte der Bezirksbewohner lebt, erst nach 1850 verstädtert. So ist es wohl der Fragmentierung des Bezirksgebiets zu schulden, dass sich in Rudolfsheim-Fünfhaus kein Lokalpatriotismus herausgebildet hat, der mit dem anderer Außenbezirke wie Floridsdorf, Ottakring oder Meidling vergleichbar wäre. In den letzten Jahren ist allerdings eine Tendenz zu einem wachsenden Grätzlbewusstsein merkbar, so etwa im Nibelungenviertel und um die Reindorfgasse. Früher häufig mit abgewohnten Gründerzeitvierteln, Arbeitsmigration und der mittlerweile großteils an den Stadtrand verdrängten Straßenprostitution assoziiert, gewann der Bezirk seit der Jahrtausendwende wieder an Attraktivität und auch an Einwohnerzahl. Seine bekanntesten Bauwerke sind der Westbahnhof, die Wiener Stadthalle und die Kirche Maria vom Siege.

## Geographie

### Nachbarbezirke
Rudolfsheim-Fünfhaus wird wie folgt begrenzt:
- Norden: Ottakring (16. Bezirk), Grenze: Gablenzgasse
- Osten: Neubau (7. Bezirk), Mariahilf (6. Bezirk), Grenze: Neubaugürtel, Mariahilfer Gürtel, Sechshauser Gürtel
- Süden: Hietzing (13. Bezirk), Meidling (12. Bezirk), Grenze: Wienfluss, südliches Ufer.
- Westen: Penzing (14. Bezirk), Grenze von Süden nach Norden: Schlossallee – Mariahilfer Straße – Winckelmannstraße – Linzer Straße – Johnstraße – Fenzlgasse – Beckmanngasse – Hütteldorfer Straße – Schanzstraße (westlich davon), dann an der Ibsenstraße

### Topographie
Das Bezirksgebiet von Rudolfsheim-Fünfhaus war während des Mesozoikums von einem Meer (Tethys) bedeckt, das sich vor 70 Millionen Jahren zurückzog und allmählich ein Binnenmeer (Paratethys) bildete. Nach dem endgültigen Rückzug des Meeres kam es während der Eiszeit durch Frost zur Bildung großer Schuttmassen, die vor allem von der Donau, aber auch dem Wienfluss in das Wiener Becken verfrachtet wurden. In den warmzeitlichen Phasen schnitten sich in der Folge Donau und Wien in den Schotterkörper und bildete Terrassen heraus, wobei die Terrassen mit zunehmender Entfernung zu den Gewässern immer älter werden. Rudolfsheim-Fünfhaus liegt im Bereich der ältesten Terrasse (Laaer-Berg-Terrasse), die vom Laaer Berg über die Gloriette bis zur Schmelz und Türkenschanze reicht. In diese Terrasse schnitt sich das Wiental ein, das einst von der Schmelz bis zur Gloriette reichte. Durch den immer weiter zurückgehenden Wasserspiegel entstanden die Höhenabstufungen auf dem heutigen Bezirksgebiet.
Die oberste Bodenschicht auf dem Bezirksgebiet besteht aus einer dünnen Schicht Löss, der sich mit Kalk- und Sandsteinschotter aus dem Wienerwald vermischt hat. Darunter liegen Schichten aus Flussschotter, vor allem Quarze, die aus den Alpen abgetragen wurden. Unterhalb dieser Kiesschicht finden sich die Relikte des Süßwassermeeres, in dem sich Schichten aus Sand, Schotter und Tegel ablagerten.
Das Bezirksgebiet steigt von Süden nach Norden und von Osten nach Westen an. Der am tiefsten gelegene Bereich befindet sich an der Kreuzung Sechshauser Gürtel / Ullmannstraße auf einer Seehöhe von 184 Meter, der höchste Punkt an der Kreuzung Johnstraße/Hütteldorfer Straße (240,6 Meter).

### Gewässer
Der Wienfluss war in vorgeschichtlicher Zeit mehrere hundert Meter breit und bildete noch in der Römerzeit ein breites Gewässer mit vielen Inseln. Auch im Mittelalter und in der Neuzeit spielte die Wien jahrhundertelang eine prägende Rolle. Einerseits verursachte der Fluss mit seinen Hochwässern immer wieder schwere Zerstörungen. Andererseits diente der Fluss vielen Menschen als Einkommensquelle, sowohl durch den Fischfang als auch durch die Nutzung des Wassers für die Industrie oder zum Betrieb der zahlreichen Mühlen. Der größte Mühlbach folgte der Ullmannstraße im Bezirksteil Sechshaus und der Mollardgasse im 6. Bezirk. In die Wien mündeten kleinere Gewässer wie der heute kanalisierte Hollerbach, dessen Flurname in der Hollergasse erhalten blieb.

### Parkanlagen
Die Größte Parkanlage, mit einer Fläche von rund 110.000 m², in Rudolfsheim-Fünfhaus ist der Auer-Welsbach-Park. Er wurde nach dem österreichischen Chemiker Carl Auer von Welsbach benannt und kam erst 1992, im Zuge einer Grenzveränderung zum 15. Bezirk. Die Parkanlage, welche sich südlich des Technischen Museums befindet, grenzt an die Bezirke Hietzing und Penzing.
Weitere, für die Wohnbevölkerung des Bezirks, bedeutende Parkanlagen sind der Dadlerpark, der Reithofferpark, der Vogelweidpark sowie der Märzpark.

### Flächennutzung
Die Baufläche von Rudolfsheim umfasst 52,8 % (wienweit 33,3 %) der Bezirksfläche. 81,0 % der Baufläche entfallen auf Wohnbauflächen, womit der Bezirk im oberen Bereich der Wiener Gemeindebezirke liegt. Betriebsflächen umfassen in Rudolfsheim-Fünfhaus einen Anteil von 8,2 % an der Baufläche, kulturelle, religiöse, sportliche oder öffentliche Bauflächen nehmen einen Anteil von 10,6 % ein. 33,5 % der Bezirksfläche entfallen auf Verkehrsflächen. Dies stellt den dritthöchsten Wert eines Wiener Gemeindebezirks fest.
Demgegenüber fällt der Grünlandanteil im Bezirk eher gering aus. Sie nehmen im Bezirk einen Gesamtanteil von 12,7 % ein. Rund die Hälfte der Grünflächen sind Parkanlagen, 31,2 % entfallen auf die Kleingärten des Kleingartenverein „Zukunft“ auf der Schmelz, 18,5 % werden von Sport- und Freizeitflächen eingenommen. 1,0 % entfallen schließlich auf Gewässer, d. h. das Flussbett der Wien.
| Baufläche | Baufläche      | Baufläche                 | Grünfläche         | Grünfläche      | Grünfläche            | Grünfläche | Grünfläche  | Grünfläche      | Gewässer  | Verkehrsflächen |
| 204,04    | 204,04         | 204,04                    | 49,16              | 49,16           | 49,16                 | 49,16      | 49,16       | 49,16           | 3,68      | 129,46          |
| --------- | -------------- | ------------------------- | ------------------ | --------------- | --------------------- | ---------- | ----------- | --------------- | --------- | --------------- |
| Wohnbau   | Betriebsgebiet | öffentliche Einrichtungen | Auer-Welsbach-Park | restliche Parks | Landwirtschaft/Wälder | Wiesen     | Kleingärten | Freizeitflächen | Wienfluss |                 |
| 165,35    | 16,62          | 21,59                     | 11                 | 13,5            | 0                     | 15,34      | 0,21        | 9,11            | 3,68      |                 |

### Bezirksteile

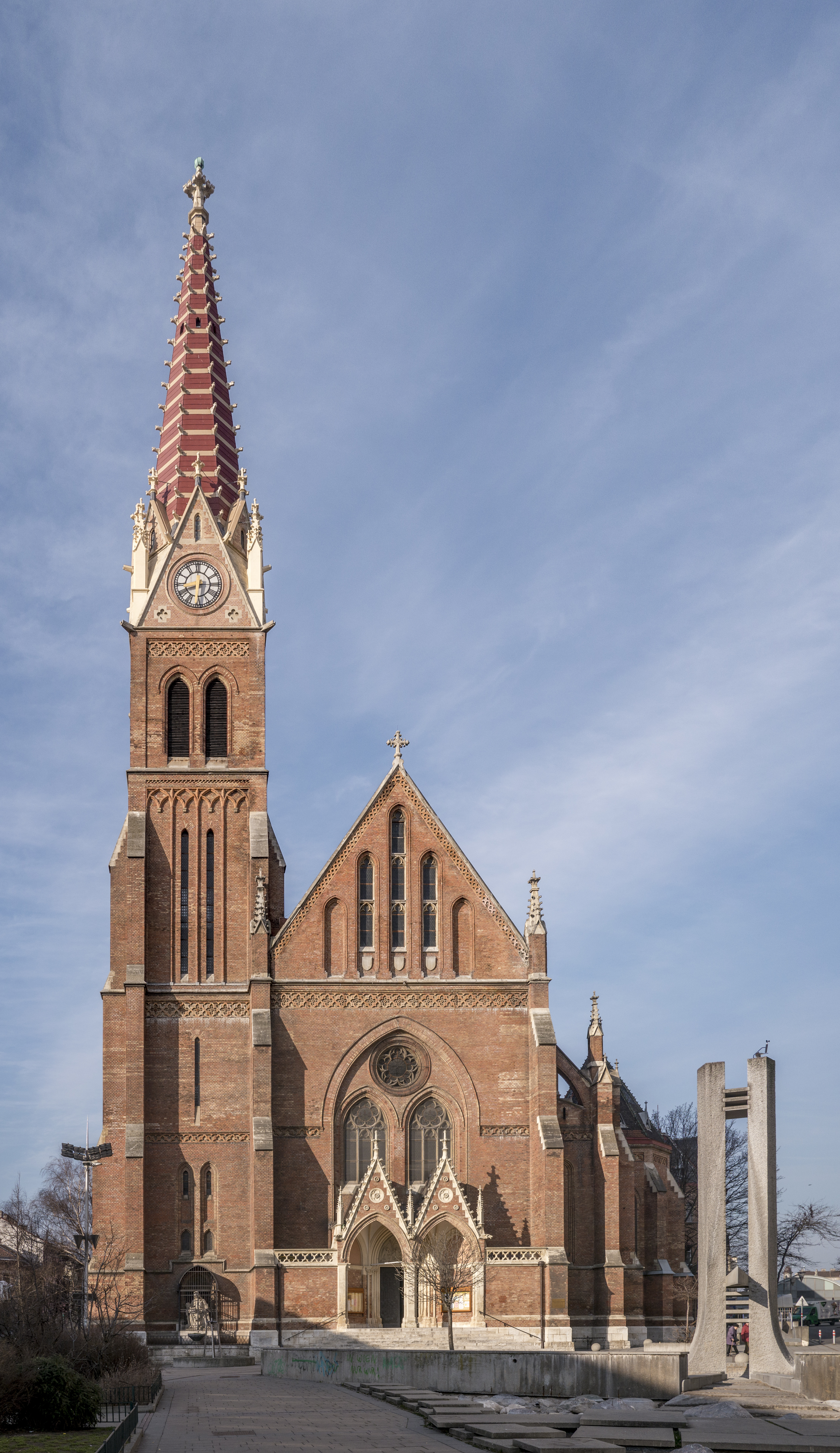
Rudolfsheimer Kirche

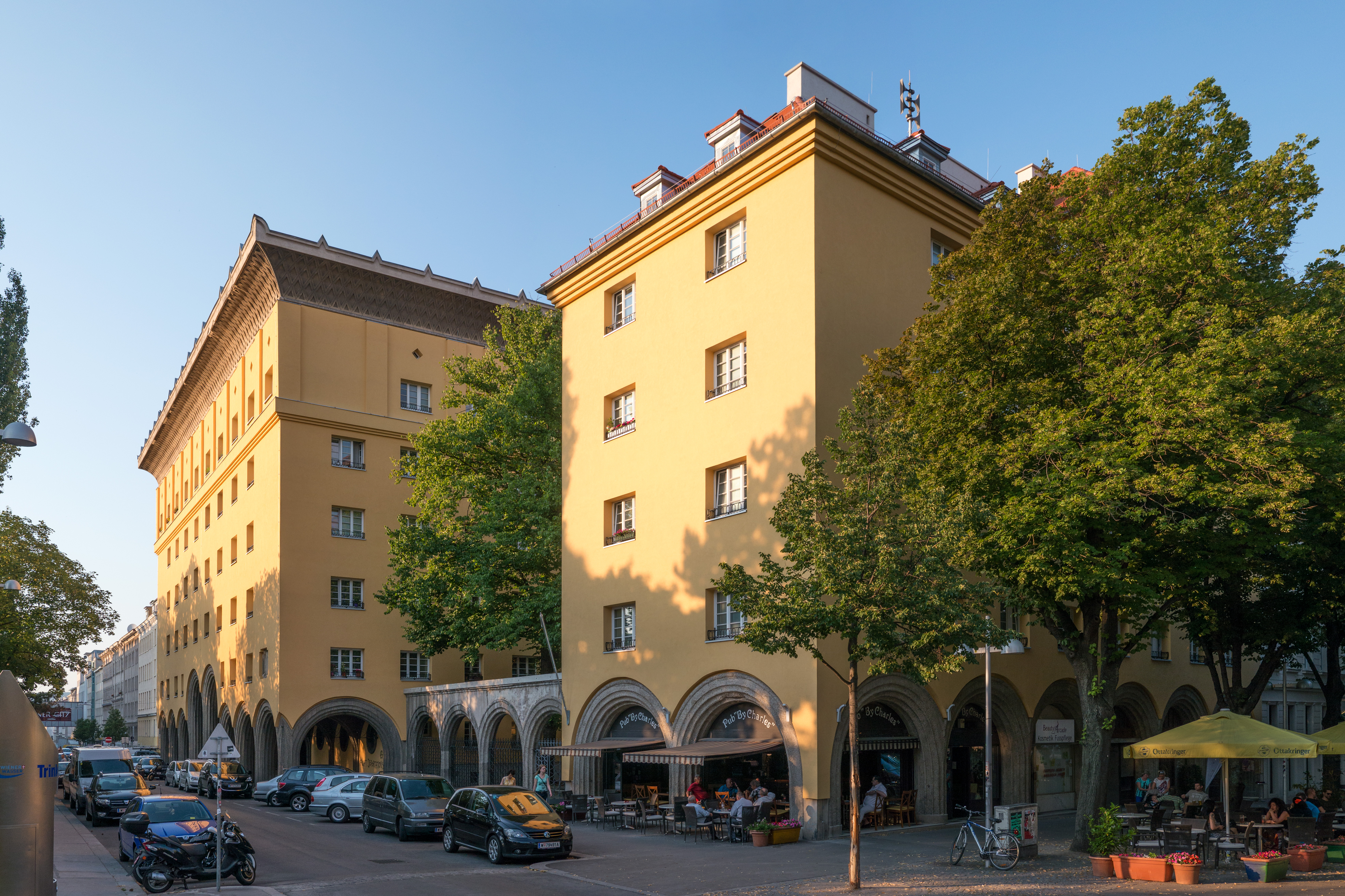
Vogelweidhof

Rudolfsheim-Fünfhaus wurde im Wesentlichen aus den Gemeinden Rudolfsheim, Fünfhaus und Sechshaus gebildet (die drei Einheiten bestehen als Katastralgemeinden fort). Die früheren Orte Rudolfsheim und Sechshaus und die Teile von Gaudenzdorf und Penzing bildeten bis 1938 den damaligen 14. Bezirk, Rudolfsheim; Fünfhaus bildete den 15. Bezirk.
Sechshaus befindet sich im Südosten zwischen Hollergasse, Sechshauser Straße und Wienfluss. Rudolfsheim liegt im Südwesten des Bezirksgebietes, es wurde aus den Gemeinden Rustendorf, Braunhirschen und Reindorf gebildet, deren Ortskerne an und südlich der Mariahilfer Straße lagen. Fünfhaus nördlich und östlich davon, der Ursprung lag im Bereich Clementinengasse/Fünfhausgasse an einem Verbindungsweg zwischen Gumpendorf und der Schmelz. Die Grenze zwischen den Bezirken Rudolfsheim und Fünfhaus verlief an der Hütteldorfer Straße (von der Johnstraße ostwärts), Pouthongasse, Schmelzbrückenrampe, Grenzgasse, Mariahilfer Straße, Geibelgasse und Sechshauser Straße zum Gürtel.
Der Teil von Fünfhaus nördlich der Westbahn heißt Neu-Fünfhaus, dies entspricht der gründerzeitlichen und secessionistischen Verbauung der Schmelz in zwei Phasen. Als letzter Teil der Verbauung ist vor allem das Nibelungenviertel entstanden. Der verbliebene Rest dieser städtischen Freifläche beinhaltet das Universitätssportinstitut und eine Kleingartenanlage.  Eher selten ist dagegen die Bezeichnung von Rudolfsheim nördlich der Westbahn als „Neu-Rudolfsheim“ 
Eine Gliederung des Bezirksgebiets besteht ferner in den Zählbezirken der amtlichen Statistik, in denen die Zählsprengel des Gemeindebezirks zusammengefasst sind. Die sieben Zählbezirke in Rudolfsheim-Fünfhaus sind Stadthalle, Reithofferplatz, Fünfhaus-Westbahnhof, Sechshaus, Rudolfsheim-Braunhirschen, Rauscherplatz und Schmelz.

## Wappen
Das Wappen von Rudolfsheim-Fünfhaus setzt sich aus den Wappen von vier ehemaligen Gemeinden zusammen.
- Die obere Hälfte zeigt das Wappen der Gemeinde Rudolfsheim, die 1853 aus den davor selbständigen Gemeinden Rustendorf, Reindorf und Braunhirschen gebildet wurde.
  - Der blaue Teil des Wappens repräsentiert dabei Rustendorf, das durch einen silbernen Halbmond symbolisiert wird.
  - Daneben zeigt der grüne Wappenteil das Wappen von Reindorf. Die goldene Weintraube mit zwei Weinblättern auf grünem Grund symbolisiert den hier früher betriebenen Weinbau hin.
  - Ein sprechendes Wappen steht für den darunter liegenden Stadtteil Braunhirschen. Der braune Zwölfender mit seinem mächtigen Geweih steht für ein ehemaliges Gasthaus, das der ehemaligen Gemeinde zu ihrem Namen verhalf.
- Der rote Wappenteil steht für die früheren Gemeinden Fünfhaus und Sechshaus. Er zeigt den Erzengel Michael in einem silbernen Gewand und einem goldenen, mit Straußenfedern besetzten Helm. Michael hält in seiner Hand eine goldene Kreuzlanze, mit der er einen grünen feuerspeienden Drachen tötet. Die Darstellung symbolisiert hier das Barnabitenkollegium Sankt Michael in Wien, dem Grundherren der Siedlungen Fünfhaus und Sechshaus. Da das ehemalige Wappen von Sechshaus mit jenem von Fünfhaus praktisch identisch war, wird es nur einmal repräsentiert.

## Geschichte

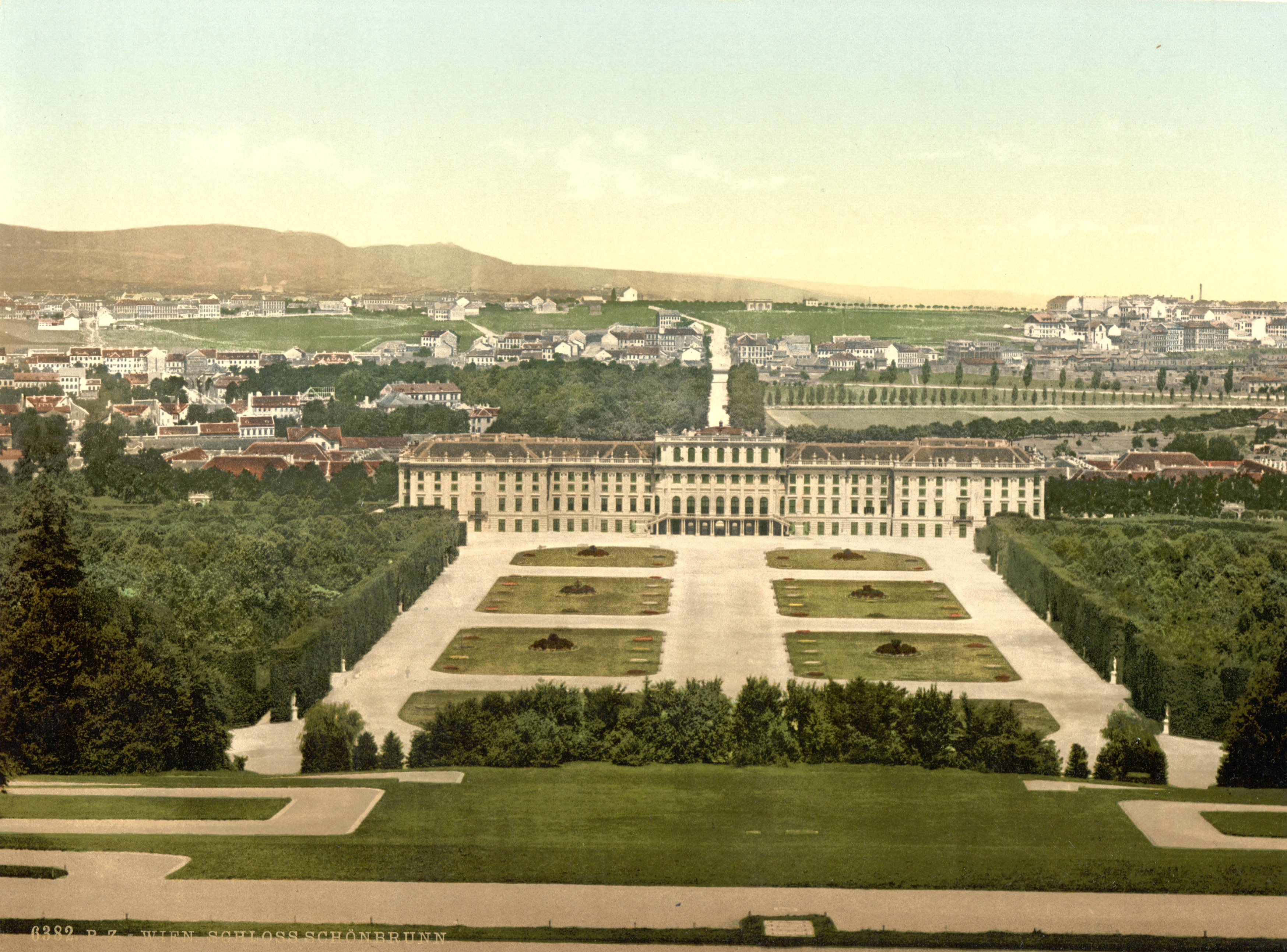
Blick von der Gloriette in Richtung Schmelz ca. 1890–1900

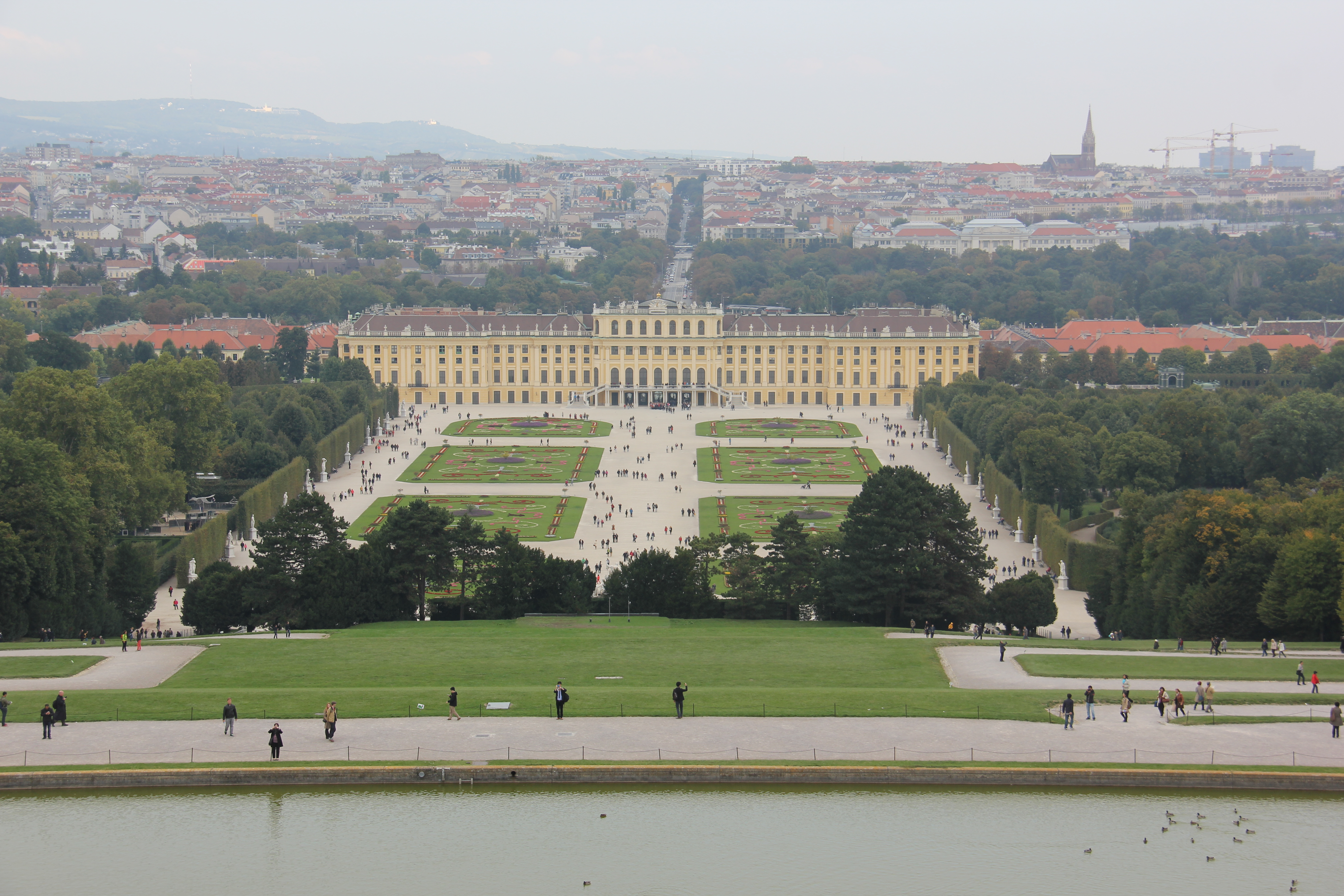
Der Ausblick im September 2013

Nach der zweiten Türkenbelagerung entstanden die Dörfer Reindorf (Name erstmals schon 1411 erwähnt), Braunhirschen (vormals Dreihaus) und Rustendorf, die 1863 zur Gemeinde Rudolfsheim (benannt nach Kronprinz Rudolf) vereinigt wurden, östlich davon Fünfhaus und südlich Sechshaus. Im 19. Jahrhundert wurde das gesamte Gebiet dicht verbaut.
Im Zuge der Revolution von 1848 kam es besonders hier zu Plünderungen und Zerstörungen, die von Textilarbeitern ausgingen, die wegen der Einführung von Maschinen um ihre Arbeitsplätze fürchteten.
Politisch am wichtigsten war längere Zeit der kleinste Bezirksteil: Sechshaus war 1868–1891 Sitz der Bezirkshauptmannschaft, die für den ganzen heutigen Wiener Südwesten zuständig war.
1858 eröffnete die Westbahn mit dem Westbahnhof, einem der großen Verkehrsknotenpunkte der Stadt. Damals nördlich des verbauten Gebiets gelegen, wird der Bezirk heutzutage von der Westbahn in zwei Hälften geteilt.
Das Gebiet nördlich der Westbahn gehörte zur Schmelz, die 1847–1918 als großer Parade- und Exerzierplatz der k.u.k. Armee diente. Der Teil zwischen Westbahn und Hütteldorfer Straße wurde schon in den 1870er-Jahren verbaut.
1890 wurden die drei Gemeinden mit Wirkung vom 1. Jänner 1892 nach Wien eingemeindet, wobei das östlich gelegene Fünfhaus den 15. Bezirk und die ehemaligen Gemeinden Rudolfsheim und Sechshaus den 14. Bezirk mit dem Namen Rudolfsheim bildeten.
Die östliche Grenze von Fünfhaus verlief nach der Eingemeindung von der Bernardgasse (heute 7. Bezirk) bis zur Stollgasse einen Häuserblock östlich des Gürtels, somit durch Wimbergergasse und Kenyongasse. Der Urban-Loritz-Platz zählte zum 15. Bezirk. Durch das Landesgesetz vom 28. Dezember 1904 (mit dem die Eingemeindung von Floridsdorf beschlossen wurde) wurde festgelegt, dass diese Bezirksgrenze (wie auch andere, die den Gürtel überschnitten) an die Gürtelstraße verlegt sei.
In der dazugehörigen Kundmachung des niederösterreichischen Statthalters vom 7. Juni 1905 wurde konkretisiert, dass die neue Grenze zum 7. Bezirk an der „westlichen Grenze des Stadtbahnkörpers“ verlaufe und ab 1. Juli 1905 gelte. Im selben Gesetz wurde auch der (nunmehr regulierte) Wienfluss als Grenze zu Meidling festgelegt – die Grenze zwischen Sechshaus und Gaudenzdorf verlief vorher, einem älteren Verlauf des Flusses entsprechend, entlang der heutigen Diefenbachgasse.
1898 wurde die Wiener Stadtbahn eröffnet (damals noch mit Dampfbetrieb), die heute als U-Bahn betrieben wird und den Bezirk im Osten und Süden einrahmt.
1911 wurde ein weiteres, größeres Gebiet der Schmelz zur Verbauung freigegeben, dies betraf den nunmehrigen Bezirk Fünfhaus, dessen Grenze zu Rudolfsheim in weiterer Folge an die Hütteldorfer Straße verlegt wurde (1912 zählte ein Teil der Schmelz noch zum 14., in der Zwischenkriegszeit gehörte die ganze Schmelz zum 15. Bezirk). Es entstand das von secessionistisch-neoklassizistisch Architektur geprägte Nibelungenviertel und die angrenzenden Vierteln um die Oeverseestraße. Die Bebauung der Schmelz wurde durch den Ersten Weltkrieg unterbrochen und in den 1920er-Jahren unter anderem Vorzeichen wiederaufgenommen: jetzt entstanden in diesem Gebiet kommunale Wohnhausanlagen wie (von Ost nach West) der Vogelweidhof, der Forstner-Hof, der Heim-Hof und – als eines der ersten kommunalen Wohnbauprojekte – die Siedlungs- und Wohnhausanlage Schmelz. Erst in den 1930er-Jahren wurde die zweite Phase der Bebauung der Schmelz abgeschlossen, die Christkönigskirche am Vogelweidplatz wurde 1934 geweiht. Der verbliebene Teil der Schmelz besteht heute hauptsächlich aus Kleingärten und Sportanlagen.
Unter NS-Herrschaft wurden per 15. Oktober 1938 Rudolfsheim und Fünfhaus zum 15. Bezirk vereinigt, die Bezirksnummer 14 für Penzing freigemacht. Dabei kam mit einer Grenzkorrektur ein kleines Gebiet von zwölf Häuserblöcken (westlich der Hollergasse mit dem Straßenbahnhof Rudolfsheim und großen Werkstätten der städtischen Straßenbahnen) zum Bezirk, das gelegentlich „Neu-Penzing“ genannt wird. Seit 1957 heißt der 15. Bezirk Rudolfsheim-Fünfhaus.
Von 1871 bis 1938 bestanden der israelitische Turnertempel und die Storchenschul, beide während der Novemberpogrome am 10. November 1938, zerstört bzw. schwerst beschädigt wurden. Der Turnertempel wurde daraufhin abgerissen, an ihn erinnert ein 2011 eröffneter Gedächtnisort.
1938/39 wurden alle Gebäude, Wohnungen und Betriebe jüdischer Inhaber entschädigungslos entzogen, die jüdischen Bezirksbewohner, soweit sie nicht flüchten konnten, ab 1942 in Vernichtungslager abtransportiert. 2008 wurde eine Liste der Ariseure des 15. Bezirks (in seinen Grenzen vor dem 15. Oktober 1938) publiziert. Mit der Geschichte der jüdischen Gemeinde des Bezirks befasst sich das Forschungs- und Ausstellungsprojekt Herklotzgasse 21.
1958 wurde die Wiener Stadthalle eröffnet, Wiens größtes Veranstaltungszentrum.
Der Auer-Welsbach-Park (früher: Schönbrunner Vorpark) kam 1992, im Zuge einer Grenzveränderung, vom 14. zum 15. Bezirk.
1993 wurde am Westbahnhof die erste Station der neu errichteten U-Bahn-Linie U3, einer Direktverbindung mit dem Stadtzentrum, eröffnet. 1994 folgten die Stationen Schweglerstraße und Johnstraße. Seit 1998 kann man nordwestlich bis zur Endstation Ottakring fahren. In den Jahren 2008 bis 2011 wurde der Westbahnhof umgebaut.

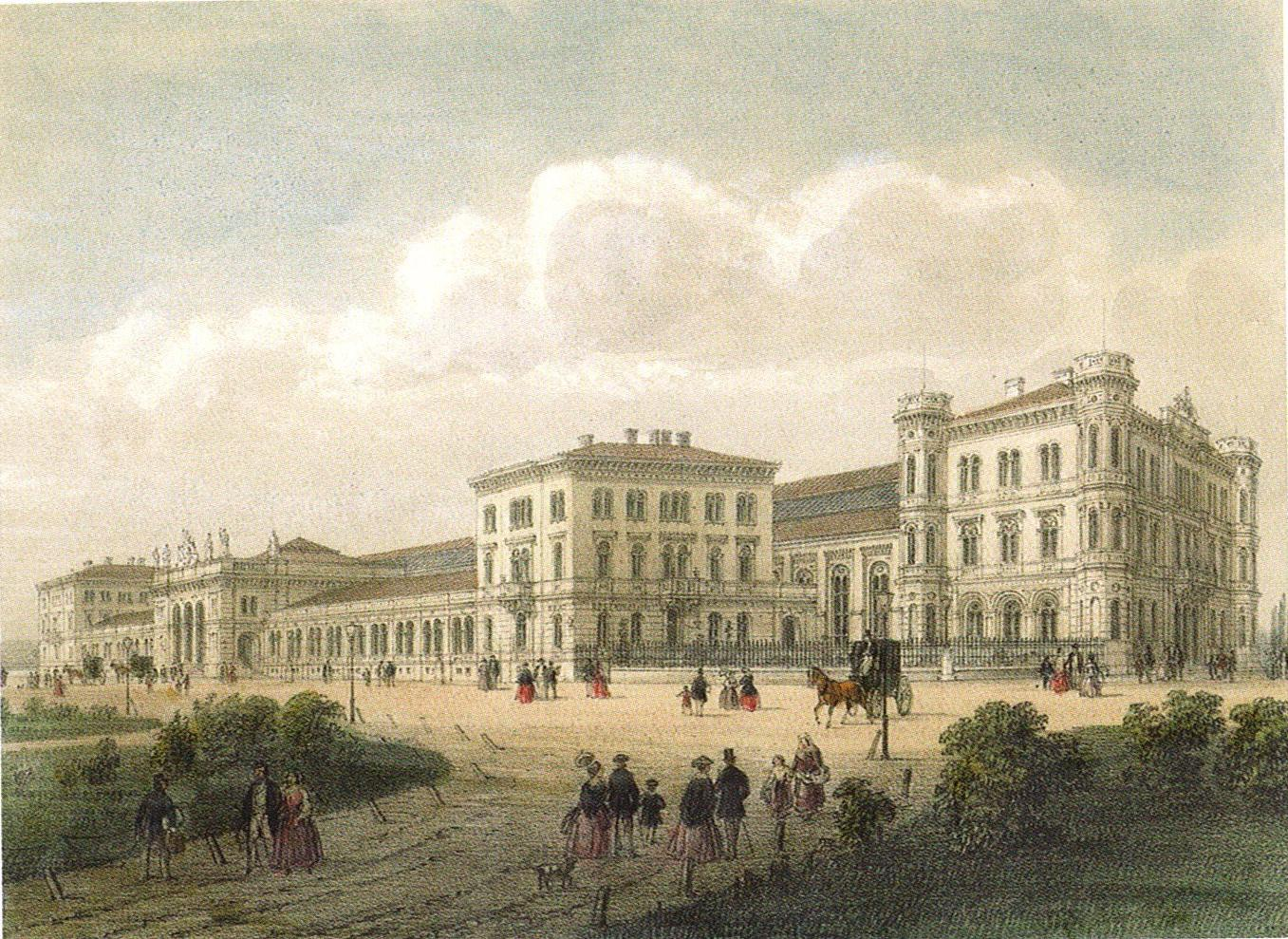
Westbahnhof 1862
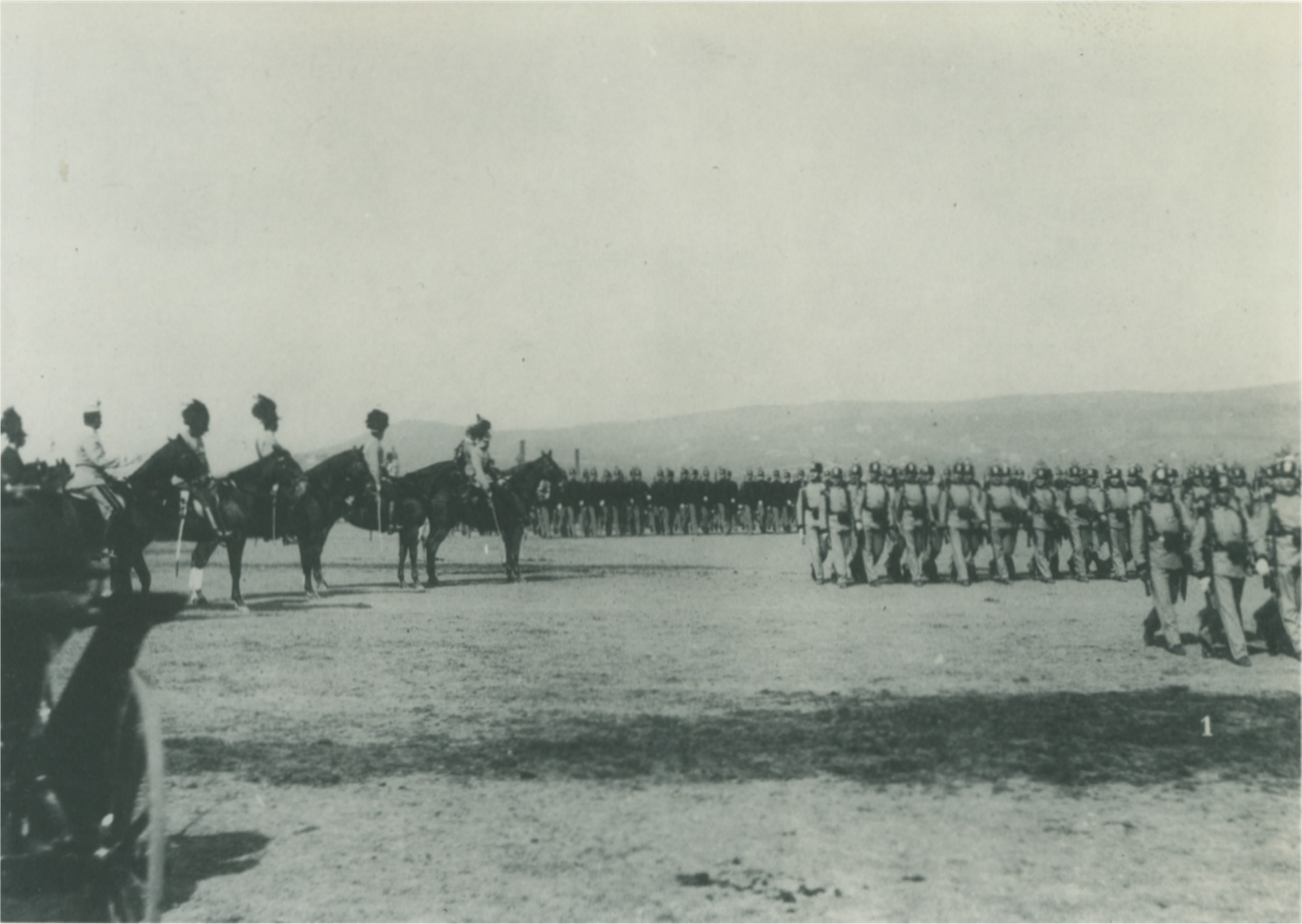
Exerzierplatz Schmelz 1898
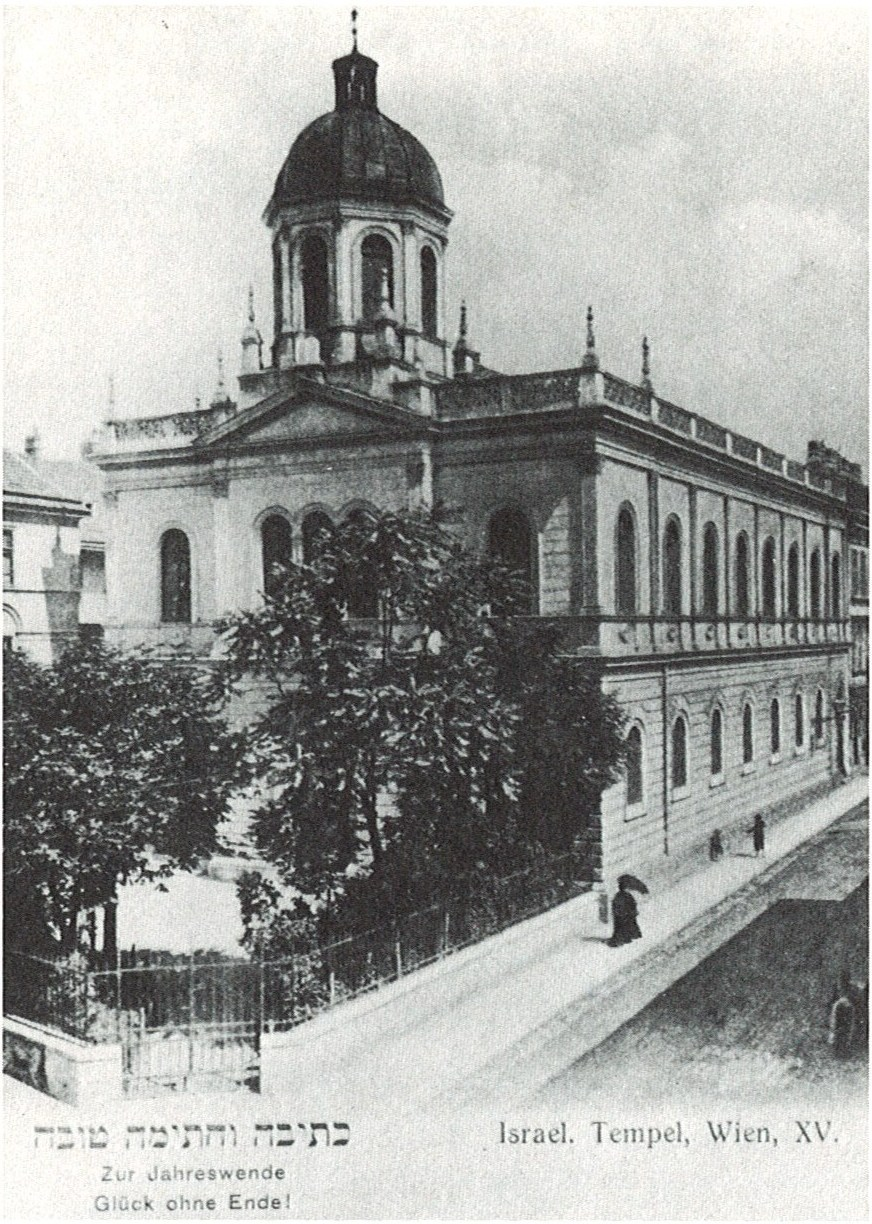
Synagoge Turnergasse um 1900
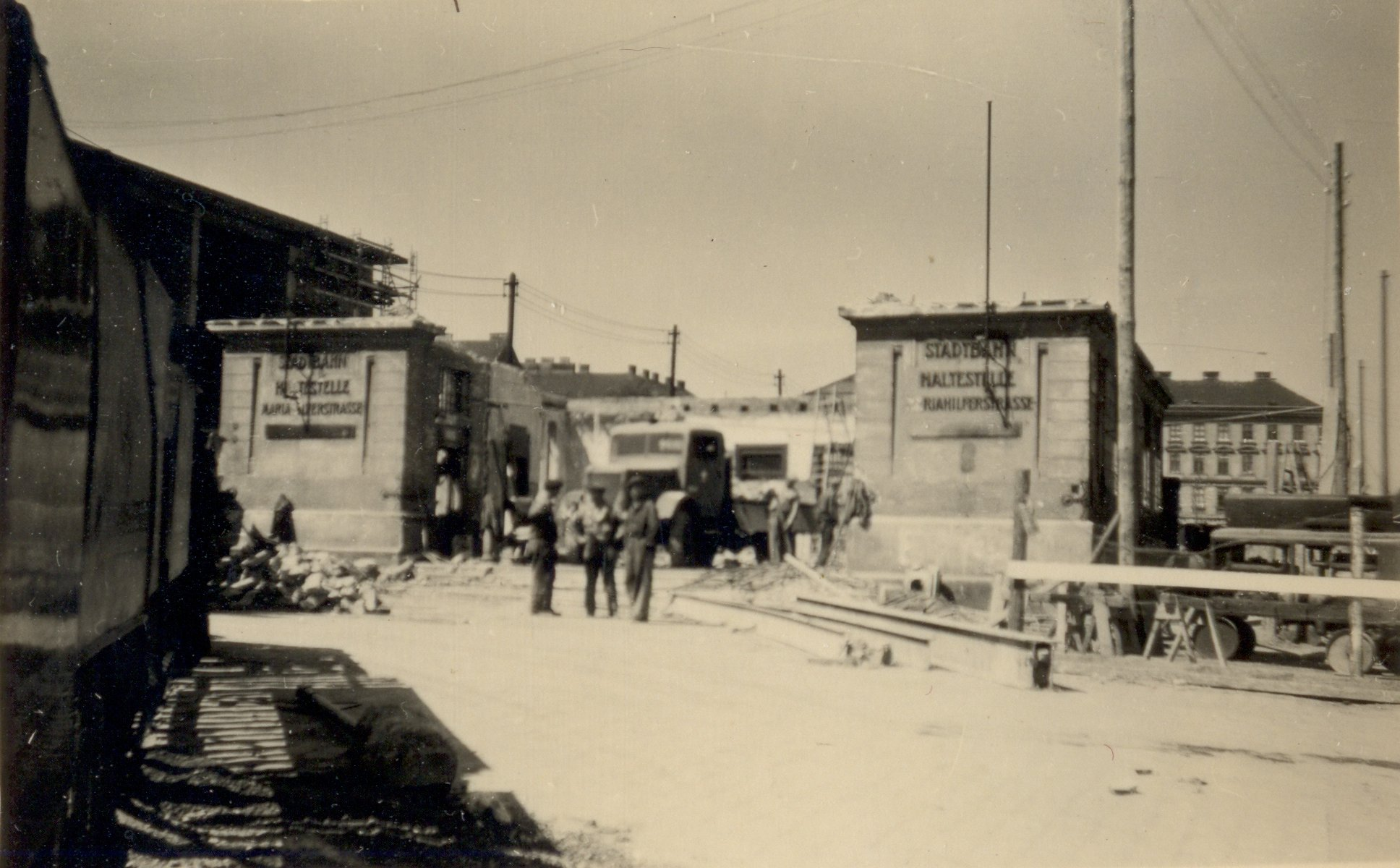
Abriss der Stadtbahnstation Mariahilferstraße 1951
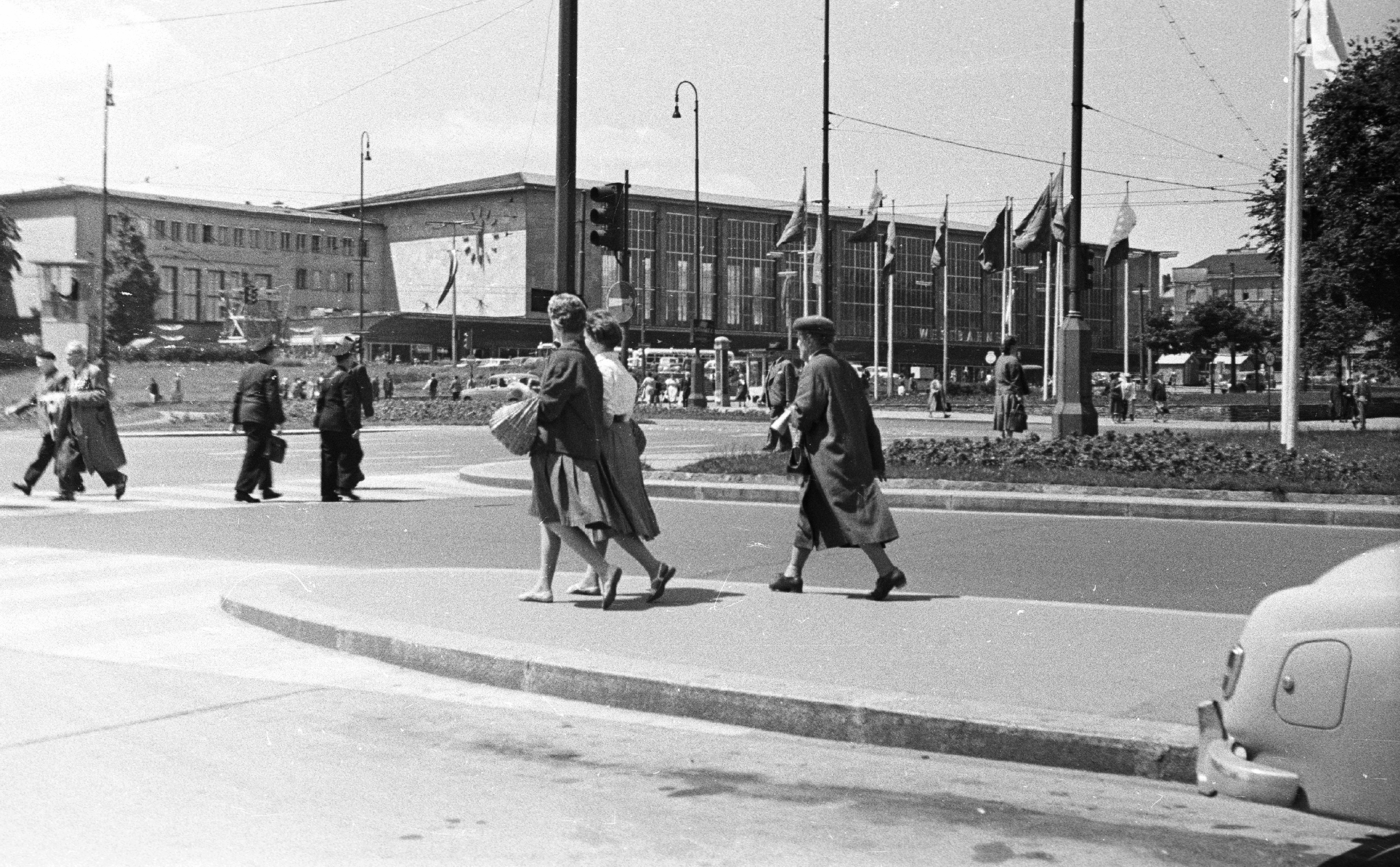
Westbahnhof, Europaplatz 1959
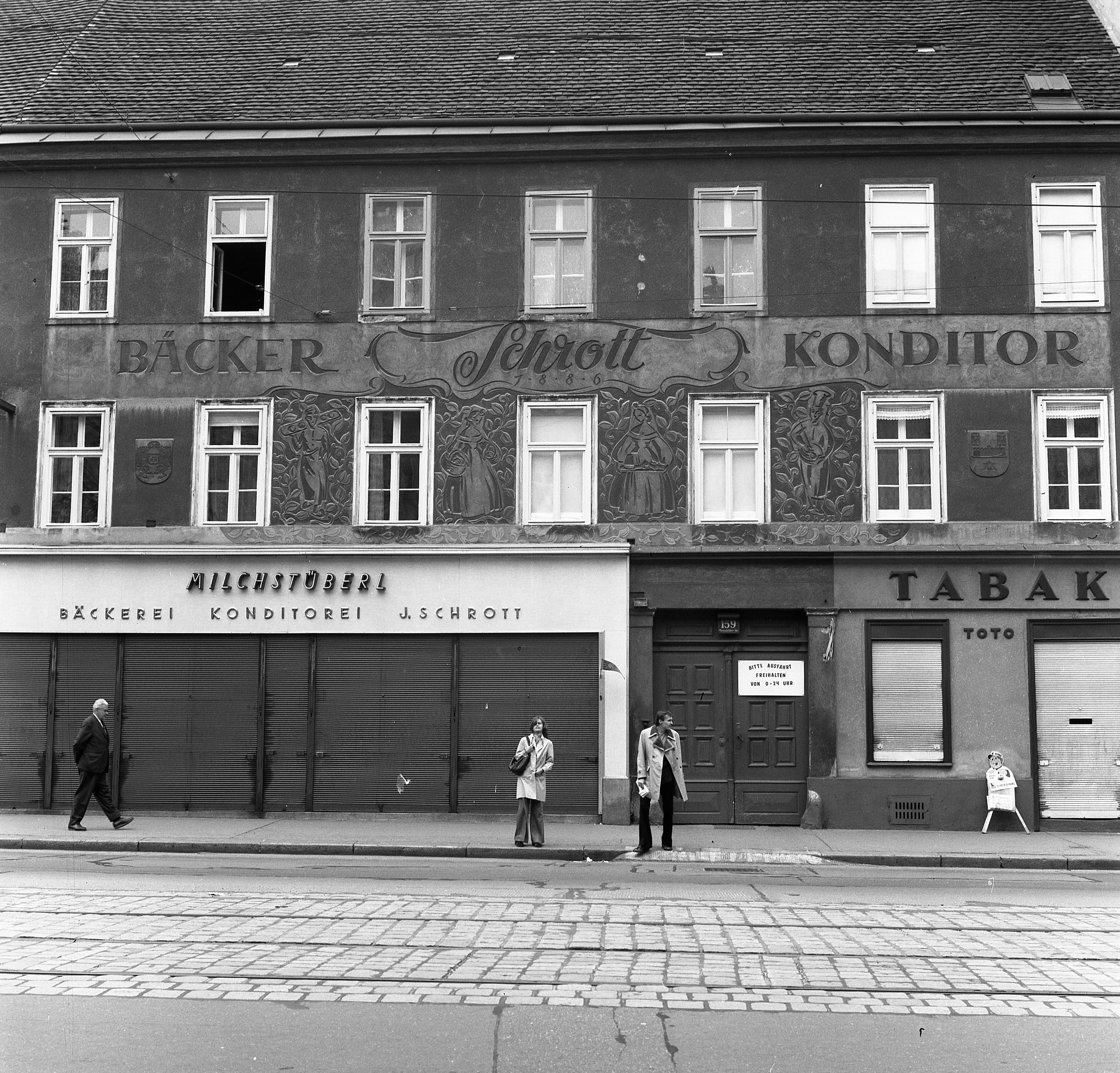
Mariahilfer Straße 1971

## Bevölkerung
Bevölkerungsentwicklung
Quelle: Statistik.at

### Bevölkerungsentwicklung
Das heutige Bezirksgebiet von Rudolfsheim-Fünfhaus umfasste 1869 bereits 64.042 Einwohner und war damit ähnlich dicht besiedelt wie heute. Durch den permanenten Zuzug von Menschen in das Gebiet wuchs die Bevölkerung in der Folge stark an und verdoppelte sich bis 1910 auf den Höchstwert von 145.694 Menschen. Danach setzte ein permanenter Bevölkerungsrückgang ein, der vor allem auf höhere Wohnraumansprüche zurückzuführen ist. Nach einem historischen Tiefstand von 64.895 Einwohnern im Jahr 2001 begann die Bezirksbevölkerung im wienweiten Trend wieder zu wachsen. Ende 2017 lag die Einwohnerzahl bereits bei 79.029.

### Bevölkerungsstruktur
Die Altersstruktur der Bezirksbevölkerung war 2001 leicht jünger als der Wiener Durchschnitt. Die Zahl der Kinder unter 15 Jahren lag mit 15,3 % leicht über dem Bereich Gesamtwiens (14,7 %). Der Anteil der Bevölkerung zwischen 15 und 59 Jahren lag mit 65,8 % (Wien: 63,6 %) deutlicher über dem durchschnittlichen Rahmen, der Anteil der Menschen im Alter von 60 mit 19,0 % (Wien: 21,7 %) deutlich darunter.
Die Geschlechterverteilung lag im Bezirksgebiet bei 48,2 % Männern und 51,8 % Frauen, die Anzahl der verheirateten Bevölkerung war mit einem Anteil von 40,6 % gegenüber 41,2 % leicht unter dem Durchschnitt Wiens.
Im Bezirk befindet sich der Kleingartenverein „Zukunft“ auf der Schmelz.

### Herkunft und Sprache
Der Anteil der ausländischen Bezirkseinwohner lag 2017 bei 42,3 % (Wien: 29,6 %). Wie im gesamten Bundesland weist der Anteil ein Wachstum auf, 2001 lag er bei 29,2 %. Den höchsten Anteil der Ausländer stellten 2005 mit rund 9,6 % Anteil an der Bezirksbevölkerung Staatsbürger aus Serbien und Montenegro. Weitere 4,7 % waren türkische, 2,5 % polnische, 2,3 % kroatisch, 2,2 % bosnische und 1,1 % deutsche Staatsbürger. Insgesamt waren 2001 35,2 % der Bezirksbevölkerung nicht in Österreich geboren worden. 13,0 % sprachen als Umgangssprache Serbisch, 8,7 % Türkisch und 5,4 % Kroatisch.
Der Anteil an, im Ausland geborener, Migranten lag im Jahre 2020 bei 53 %. Dies ist der höchste Migrationsanteil aller Wiener Bezirke.
Der hohe Migrationsanteil im Bezirk ist auf günstige Mietpreise zurückzuführen, welche Rudolfsheim-Fünfhaus wiederum zum einkommensschwächsten Bezirk Wiens gemacht haben. Zusätzlich ist es der Bezirk mit dem geringsten Autobesitz im Verhältnis zur Einwohnerzahl.
Einer von der MA18 durchgeführten komparativen Studie über die Nutzung und Bewertung des Sozialraums in ausgewählten Wiener Grätzln zufolge, wird Multikulturalität im 15. Bezirk anders bewertet als etwa im 10. Bezirk. So wurde in Alt-Favoriten ein „pessimistischer Leitdiskurs“ festgestellt, in dem Zuwanderung mit Gebietsabwertung und -Verdichtung in Verbindung gebracht wird, während in Neu-Fünfhaus ein „pragmatisch-positiver Leitdiskurs“ erkennbar sei, „der die Perspektive eines Aufwertungsprozesses artikuliert, in dem u. a. die Zuwanderung als positive Ressource bezeichnet wird.“
Die Wahrnehmung einer „bunten und attraktiven Urbanität durch die Präsenz von Menschen unterschiedlicher Herkunft und qualitativ hochwertiger ethnischer Infrastrukturen“ würde im 15. Bezirk auch von jüngeren Personen ohne Migrationshintergrund geteilt. Ein weiterer wesentlicher Unterschied sei, so das Ergebnis der Befragung, dass im 15. Bezirk lokal bedeutsame Bezüge als wichtiger erachtet werden als überregionale. Dagegen sei die „tendenziell nach außen gerichtete Sicht“ bei den Befragten in Alt-Favoriten wesentlich prekärer und anfälliger als die nach innen bezogene Sicht des 15. Bezirks, die „stärker auf lokal vorhandene Ressourcen fokussiert und diese als potenzielle Entwicklungsfelder begreift.“

### Religionsbekenntnis
Auf Grund des hohen Ausländeranteils weist Rudolfsheim-Fünfhaus mit 40,2 % den geringsten römisch-katholischen Bevölkerungsanteil eines Wiener Bezirkes auf (Wien: 49,2 %). Es gibt im Gemeindebezirk sieben römisch-katholische Pfarren, die das Stadtdekanat 15 bilden.
Der Anteil der Menschen mit islamischem bzw. orthodoxem Glauben erreichte mit 14,7 % bzw. 11,4 % die höchsten Werte in Wien. Der Anteil der evangelischen Bewohner lag mit 3,1 % unter dem Durchschnitt. 23,3 % der Bezirksbevölkerung gehörten 2001 keiner Religionsgemeinschaft an, weitere 7,4 % hatten kein oder ein anderes Religionsbekenntnis angegeben.

## Politik
| Johann Klugmayer (KPÖ)  | 1945–1946 |
| Heinrich Hajek (SPÖ)    | 1946–1963 |
| Leopold Mistinger (SPÖ) | 1963–1968 |
| Maximilian Eder (SPÖ)   | 1968–1985 |
| Kurt Menger (SPÖ)       | 1985–1990 |
| Friedrich Krammer (SPÖ) | 1990–1996 |
| Rolf Huber (SPÖ)        | 1996–2003 |
| Walter Braun (SPÖ)      | 2003–2008 |
| Gerhard Zatlokal (SPÖ)  | 2008–2022 |
| Dietmar Baurecht (SPÖ)  | seit 2022 |

Die SPÖ verfügt in Rudolfsheim-Fünfhaus seit jeher über eine starke Mehrheit und stellte durchgehend den Bezirksvorsteher. Lange Zeit regierten die Sozialdemokraten im Bezirk auch mit einer absoluten Stimmen- oder Mandatsmehrheit. Bei den Wahlen 1991 konnte die aufsteigende FPÖ erstmals die ÖVP überholen, die traditionell die zweitstärkste Partei im Bezirk mit dem höchsten Ausländeranteil gewesen war.
1996 gelang es der FPÖ, mit dem besten Ergebnis in einem Wiener Gemeindebezirk die absolute Mandatsmehrheit der SPÖ zu brechen. Bei den Wahlen 2001 büßte jedoch die FPÖ massiv an Stimmen ein und fiel sogar hinter das Ergebnis von 1991 zurück. Von den Verlusten profitierten SPÖ und Grüne. Die SPÖ erreichte mit rund 47 % der Stimmen wieder ein Ergebnis nahe der absoluten Stimmenmehrheit, die Grünen stiegen mit 14 % zur drittstärksten Kraft auf und konnten die ÖVP überholen. 2005 setzte sich der Trend fort. Die SPÖ gewann leicht und erreichte 49 %, die Grünen überholten mit rund 18 % die FPÖ und stiegen zur zweitstärksten Partei auf, die traditionell einen Bezirksvorsteher-Stellvertreter stellt. Die ÖVP blieb auch 2005 nur die viertstärkste Partei, wobei ihr Stimmenanteil weiterhin stagnierte.
| ← 2015Bezirksvertretungswahl in Wien Rudolfsheim-Fünfhaus (15.) 2020Vorläufiges Ergebnis mit Briefwahlkarten %403020100 38,5 (−0,6)6,1 (−18,7)23,9 (+2,7)13,4 (+6,7)5,5 (+1,0)5,7 (+3,6)2,6 (n. k.)2,4 (n. k.)1,9 (+0,8) SPÖFPÖGRÜNEÖVPNEOSLINKSfHCBIERSÖZi20152020Anmerkungen:f 2015 als Wien anders (ANDAS) kandidierti 2015 als Gemeinsam für Wien (GFW) kandidiert |

| Jahr | SPÖ  | ÖVP  | FPÖ  | GRÜNE | LINKS (vorher ANDAS) | NEOS | HC  | BIER | SÖZ | LIF | BZÖ | Sonstige |
| ---- | ---- | ---- | ---- | ----- | -------------------- | ---- | --- | ---- | --- | --- | --- | -------- |
| 1991 | 49,9 | 15,5 | 23,9 | 8,2   | –                    | –    | –   | –    | –   | n.k | –   | 2,5      |
| 1996 | 38,1 | 12,6 | 32,3 | 9,1   | –                    | –    | –   | –    | –   | 5,6 | –   | 2,3      |
| 2001 | 47,3 | 12,9 | 22,0 | 14,4  | –                    | –    | –   | –    | –   | 2,6 | –   | 0,9      |
| 2005 | 49,5 | 13,5 | 16,1 | 17,6  | –                    | –    | –   | –    | –   | 0,5 | 1,1 | 1,7      |
| 2010 | 43,6 | 9,7  | 23,4 | 19,4  | –                    | –    | –   | –    | –   | 0,8 | 1,0 | 2,2      |
| 2015 | 39,1 | 6,7  | 24,8 | 21,2  | 2,1                  | 4,5  | –   | –    | –   | –   | –   | 1,6      |
| 2020 | 38,5 | 13,4 | 6,1  | 23,9  | 5,7                  | 5,5  | 2,6 | 2,4  | 1,9 | –   | –   | –        |

Bei den Nationalratswahlen 2013 wählten 32,94 % der Wahlberechtigten in Rudolfsheim-Fünfhaus die SPÖ (2008: 37,50 %), 21,96 % die Grünen (2008: 19,00 %), 18,31 % die FPÖ (2008: 20,00 %), 11,19 % die ÖVP (2008: 11,66 %). 6,18 % die NEOS, 3,58 % das Team Stronach, 2,20 % die KPÖ (2008: 1,45 %), 1,91 % das BZÖ (2008: 3,93 %), 1,23 % die Piratenpartei Österreichs, 0,32 % die Liste „Wandl“ und 0,18 % die Sozialistische Linkspartei.
Den Grünen gelang es somit, die FPÖ auch auf Nationalratswahlebene als zweitstärkste Partei im Bezirk zu überholen. Der Stimmenverlust der FPÖ (−553 gegenüber 2008) mag überraschen. Auch die SPÖ musste einen Stimmenverlust von 1392 Stimmen gegenüber der Nationalratswahl 2008 hinnehmen. Der mit gemeinsam 28,14 % relativ hohe Stimmenanteil der Parteien Grüne und Neos dürfte den demografischen Wandel des 15. Bezirks widerspiegeln, der in den letzten Jahren für Studenten, Kreative und Wiener aus dem bürgerlichen Umfeld attraktiver geworden ist.

## Kultur und Sehenswürdigkeiten
Siehe auch: Liste der Wiener Parks und Gartenanlagen/Rudolfsheim-Fünfhaus
Siehe auch: Liste der Naturdenkmäler in Wien/Rudolfsheim-Fünfhaus

### Museen
Das Bezirksmuseum Rudolfsheim-Fünfhaus wurde 1972 im Amtshaus des Bezirkes eingerichtet. Neben einer Dauerausstellung zur Bezirksgeschichte verfügt das Museum über ein umfangreiches Bildarchiv sowie alte Straßenkarten und Literatur zur Bezirksgeschichte. In der Goldschlagstraße befindet sich zudem das private „Billardmuseum Weingartner“, das nach Voranmeldung besucht werden kann. Zudem gibt es ein Österreichisches Pfadfindermuseum und ein Museum für Verhütung und Schwangerschaftsabbruch. Eine überaus kurzfristige Sehenswürdigkeit war das im März 2008 an der Kreuzung Felberstraße/Schweglerstraße zum Gedenken an eine verunglückte Radfahrerin aufgestellte Ghost Bike.

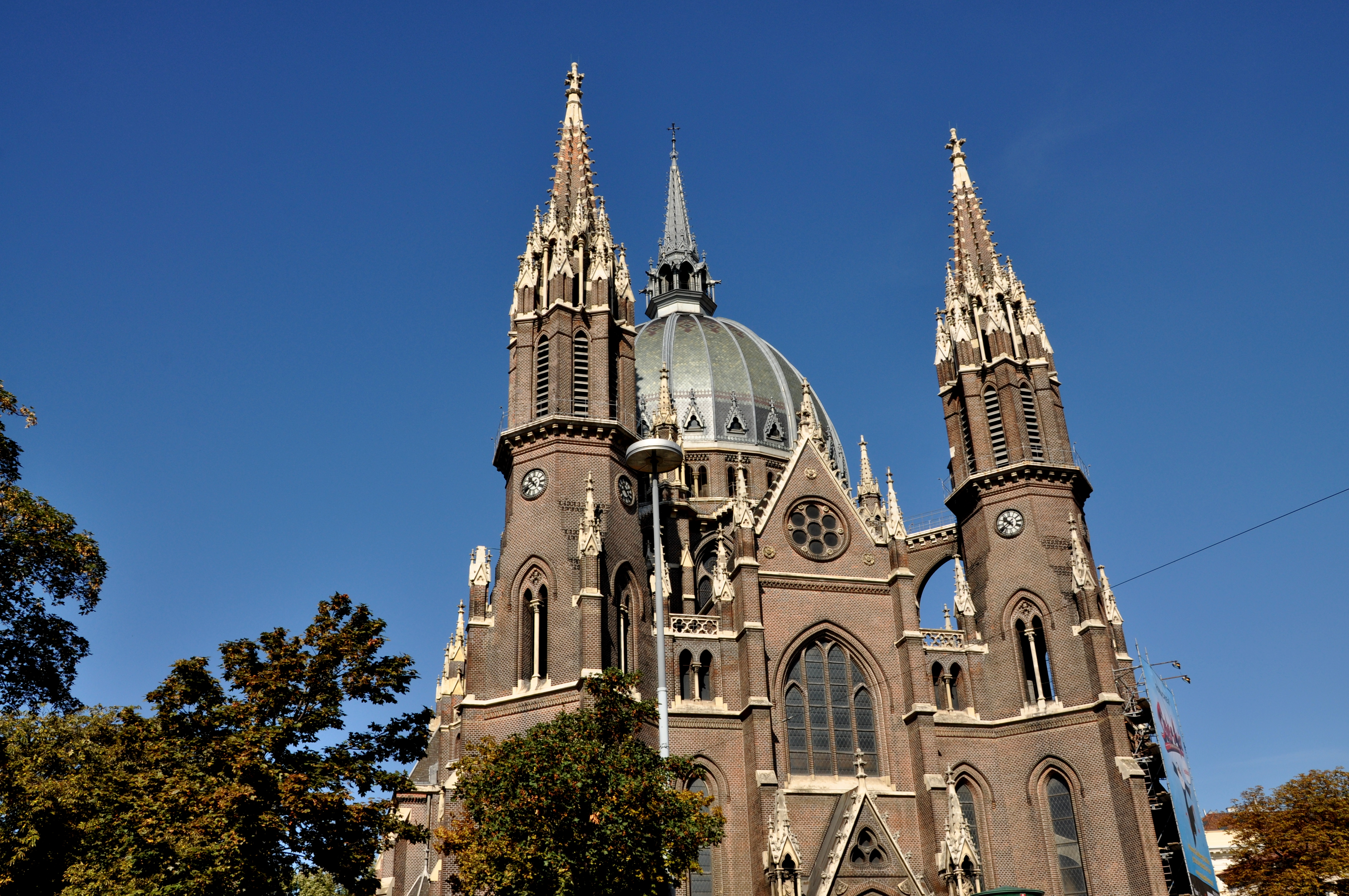
Maria vom Siege

Das Gebäude in der Herklotzgasse 21 wurde zu einem Forschungs- und Ausstellungszentrum zur Geschichte der Bewohner des Stadtteils.

### Kirchen
Die Kirchen des Bezirks sind (die römisch-katholischen Pfarren siehe Liste der Pfarren im Stadtdekanat 15):
- Pfarrkirche Akkonplatz / Zum Abendmahl des Herrn
- Pfarrkirche Reindorf / Zur Allerheiligsten Dreifaltigkeit
- Pfarrkirche Rudolfsheim / Maria Königin der Märtyrer
- Christkönigskirche
- Herz-Mariä-Kirche
- Maria, Hilfe der Christen (Klosterkirche der Kalasantiner)
- Antonius von Padua (seit 2014 rumänisch-orthodoxe Pfarrkirche)
- Maria vom Siege (seit 2015 koptisch-orthodoxen Kirche)
- Evangelisch-reformierte Zwinglikirche
- Altkatholische Heilandskirche
- Evangelisch-methodistische Kirche Fünfhaus

In der Sechshauser Straße (Nr. 50) befindet sich der buddhistische Fo-Guang-Shan-Tempel.

### Kunst im öffentlichen Raum
Zwischen dem Meiselmarkt und dem Kardinal-Rauscher-Platz wurde im Zuge der Oberflächengestaltung nach den Bauarbeiten zur Verlängerung der U-Bahn-Linie U3 in den 1990er Jahren die Wiener Wasserwelt mit sieben künstlerisch gestalteten Brunnenanlagen errichtet.
Die Skulptur Lebensbaum mit integrierter Photovoltaikanlage stammt vom Bildhauer Hans Muhr.
Für eine Auflistung der im digitalen Kulturstadtplan der Stadt Wien verzeichneten Kunstwerke an öffentlichen Plätzen in Rudolfsheim-Fünfhaus Siehe auch: Liste der Kunstwerke im öffentlichen Raum in Wien/Rudolfsheim-Fünfhaus.

### Kulturelle Veranstaltungszentren
Die 1958 eröffnete Wiener Stadthalle in Neu-Fünfhaus ist das größte Veranstaltungszentrum Österreichs. Neben Sportveranstaltungen finden vor allem in den Hallen D, E und F auch Ausstellungen, Konzerte, Messen und Tagungen statt.
Auf der Südseite des Einkaufszentrums Meiselmarkt, an der Meiselstraße Nr. 20, befindet sich die denkmalgeschützte, 1873 erbaute Alte Schieberkammer, die seit 1995 als temporäres Veranstaltungszentrum für Ausstellungen, Vorführungen und Feiern genutzt wird.
Neben der Volkshochschule Rudolfsheim-Fünfhaus (Schwendermarkt) befindet sich das Haus der Begegnung, in welchem regelmäßig Veranstaltungen stattfinden.

### Veranstaltungen
An einem Wochenende im September findet üblicherweise das Reindorfgassenfest (Grätzlfest) statt.
In der Jugendsportanlage, im Auer-Welsbach-Park, findet in den Sommerferien eine Sportveranstaltung für Kinder (WienXtra, Ferienspiel) statt.

## Sport
Der traditionsreiche österreichische Fußballverein SK Rapid Wien wurde 1898 als „Erster Wiener Arbeiter-Fußball-Club“ gegründet und trug seine Spiele zunächst auf der Schmelz aus. 1903 übersiedelte Rapid auf einen neuen Sportplatz in Rudolfsheim, zog jedoch 1912 nach Hütteldorf (Penzing) um. Der ursprünglich als Erweiterungsfläche für den Trinkwasserspeicher vorgesehene Fußballplatz in Rudolfsheim wurde zu einem Marktplatz, dem Meiselmarkt, verbaut. In Rudolfsheim-Fünfhaus ist derzeit der Handballverein WAT15 angesiedelt, der seine Spiele in der Wienerliga (dritthöchste Liga) absolviert. Für die Bezirksbevölkerung stehen mit dem ASKÖ Freizeitpark Schmelz, der Fritz-Grassinger-Halle und dem Universitätssportinstitut (USI) mehrere Infrastruktureinrichtungen zur Verfügung. In der Wiener Stadthalle befindet sich ein Hallenschwimmbad (Stadthallenbad) sowie eine Kunsteislaufhalle (Eisstadthalle). Dort findet auch das traditionelle Wiener Stadthallenturnier (Fußball) statt, 2000 wurde hier die Eiskunstlauf-Europameisterschaften und 2005 die Eishockey-Weltmeisterschaft durchgeführt.
Im Auer-Welsbach-Park befindet sich eine Jugendsportanlage, welche von Schulen und Vereinen sowie für Veranstaltungen genutzt wird.

## Wirtschaft und Infrastruktur

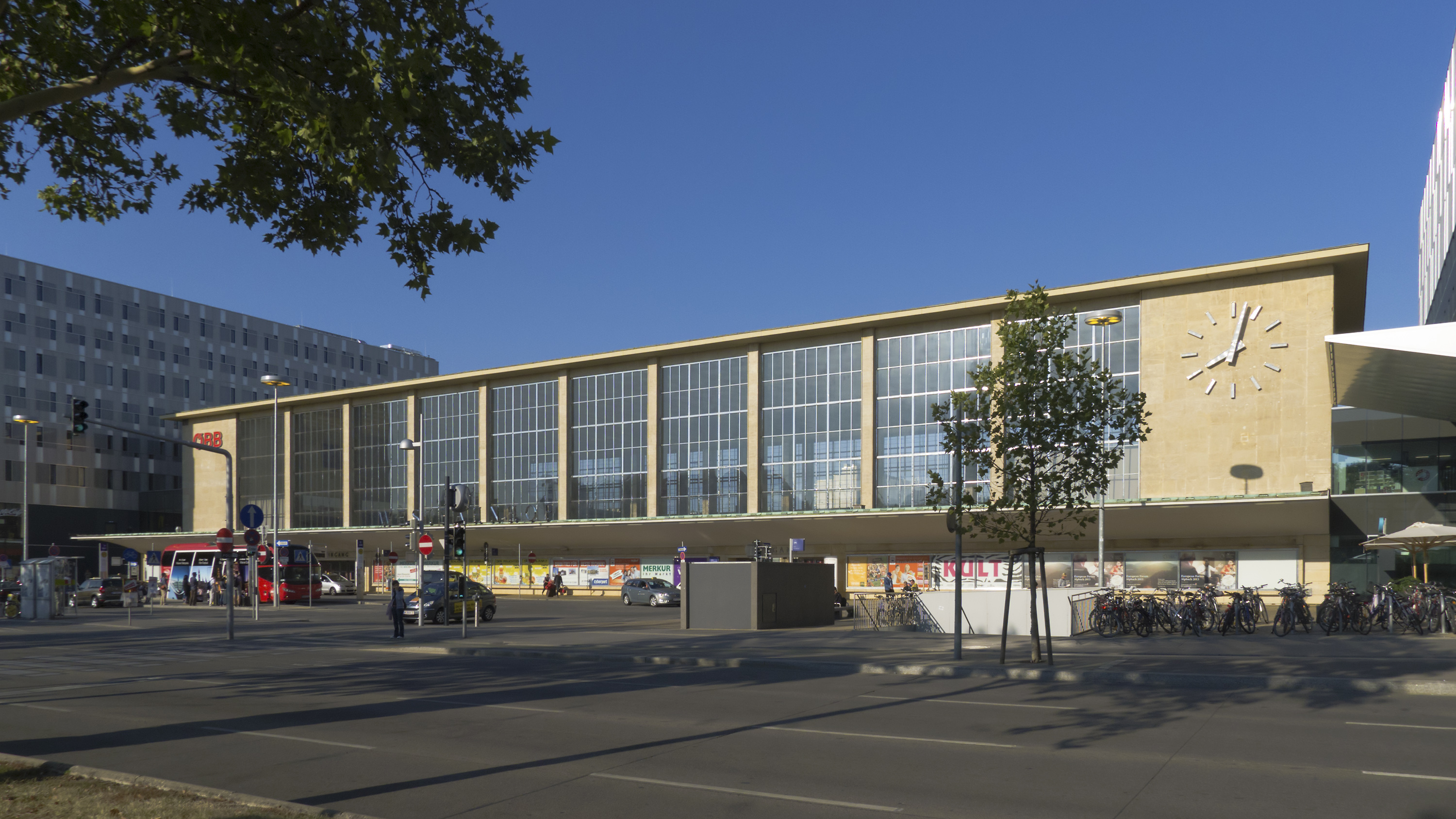
Westbahnhof

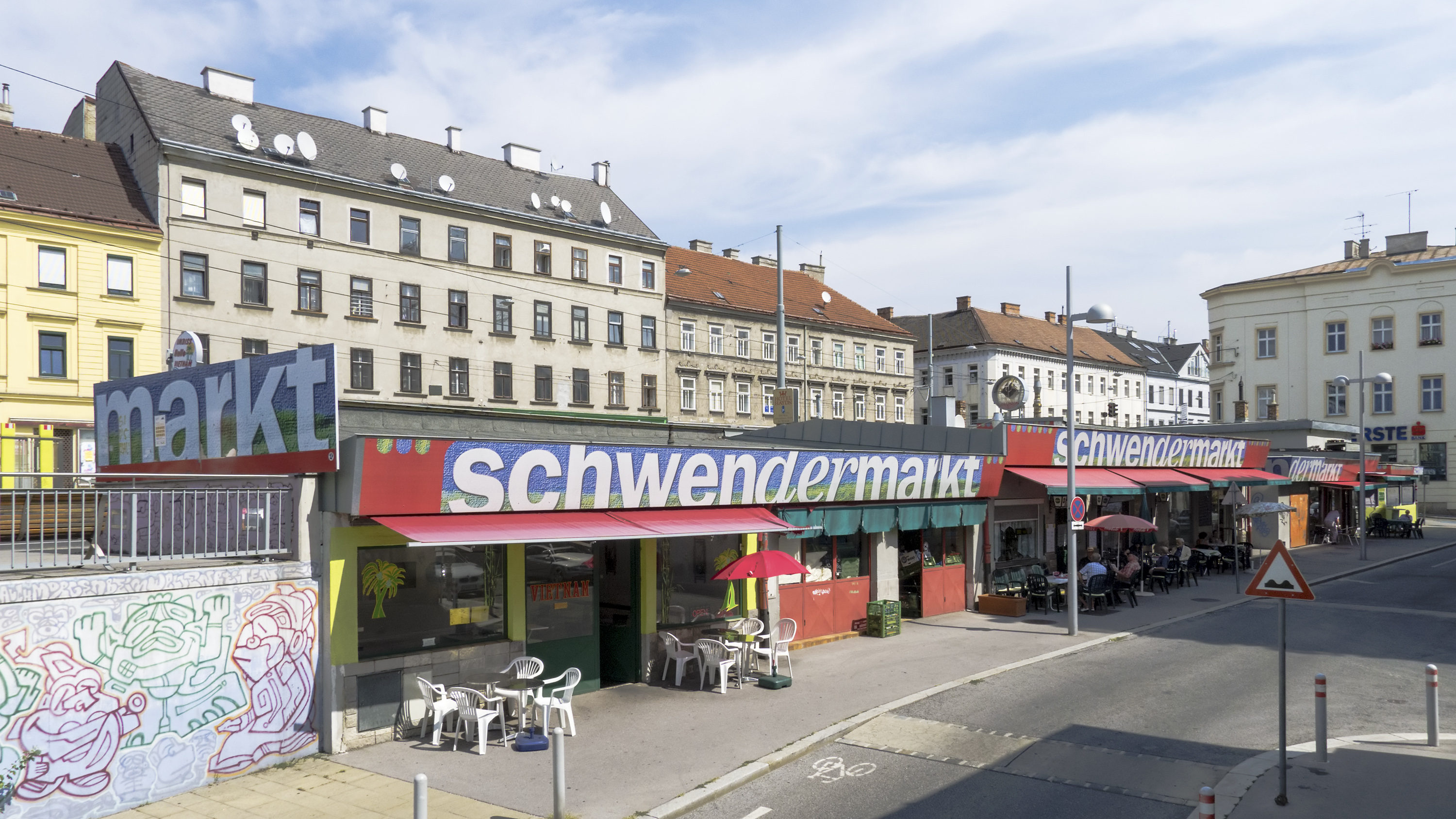
Schwendermarkt

Wiener Stadthalle

Durch den Bezirk führt, vom Westbahnhof aus kommend in Richtung Penzing, die Westbahn. Die Schmelzbrücke (auch Schweglerbrücke genannt) und der Rustensteg verbinden die zwei, durch die Westbahn, getrennten Bezirksteile. Die U-Bahn Linien U3 durchquert den Bezirk. Die U-Bahn Linien U6 und U4 führen an Bezirksgrenzen des 15. Bezirks entlang. Der Westbahnhof ist einer der meistfrequentierten U-Bahn Stationen (U6 und U3) Wiens.
- Westbahnhof
- Ämter und Behörden:
  - Magistratisches Bezirksamt (Gasgasse 8–10)
  - Bezirksgericht Fünfhaus
  - Finanzamt für den 12., 13. und 14. Bezirk sowie Purkersdorf
  - Stadtpolizeikommando Fünfhaus (Tannengasse 8–10)
- Märkte und Einkaufszentren:
  - Schwendermarkt
  - Meiselmarkt
  - Lugner City
  - IKEA Wien Westbahnhof
  - Bahnhofcity Wien West
- Volkshochschule Rudolfsheim-Fünfhaus
- Wiener Stadthalle
- Hotellerie und Beherbergungsbetriebe
  - Hotel Altwienerhof
  - Boutiquehotel Stadthalle
  - Motel One Wien-Westbahnhof
  - Hotel Reither
  - Tourotel Mariahilf-Wien
- Gastronomie und Cafés
  - Schutzhaus Zukunft
  - Hawidere
  - Café Weingartner
- Kaiserin-Elisabeth-Spital der Stadt Wien (1890–2012)
- Pflege Rudolfsheim-Fünfhaus Wiener Gesundheitsverbund

In Rudolfsheim-Fünfhaus befinden sich Filialen der Einrichtungshäuser XXXLutz, Möbelix und Ikea.

### Bildung
Nennenswerte Bildungseinrichtungen, neben der Volkshochschule, sind das Universitätssportzentrum Schmelz, die Polytechnische Sir-Karl-Popper-Schule, das Bundesrealgymnasium am Henriettenplatz sowie das Diefenbach-Gymnasium.

## Persönlichkeiten
- Alfred Adler (1870–1937), Arzt und Psychotherapeut
- Felix Dvorak (* 1936), Schauspieler und Kabarettist
- Georg Göth (1803–1873), Historiker und Naturforscher
- Lili Grün (1904–1942), Schauspielerin und Schriftstellerin
- Rudolf Kellner (1938–2005), Koch und Hotelier
- Josef Krejcik (1885–1957), Schachspieler
- Martina Malyar (* 1959), Politikerin (SPÖ), ehem. Bezirksvorsteherin (Alsergrund)
- Sebastian Meisinger (Money Boy) (* 1981), Musiker
- Raphael Ragucci (RAF Camora) (* 1984), Musiker
- Hans Rott (1858–1884), österreichischer Komponist und Organist
- Johann Schwegler (1820–1903), Kaffeesieder und Lokalpolitiker (Schweglerstraße)
- Franz Xaver Schweickhardt (1794–1858), Topograph und Maler
- Ignaz Seipel (1876–1932), katholischer Theologe und Politiker
- Johann Karl Stadler (1871–1917), Baumeister und Architekt
- Eduard Sueß (1831–1914), Geologe und Politiker (Eduard-Sueß-Gasse)
- Paula Wessely (1907–2000), Schauspielerin
- Rudolf Wiszkoczil (1870–1925), Architekt

## Filme
- Bezirksgeschichte Rudolfsheim Fünfhaus. Dokumentarfilm. 45 Minuten. Wien 2007.